# William Ross Macdonald

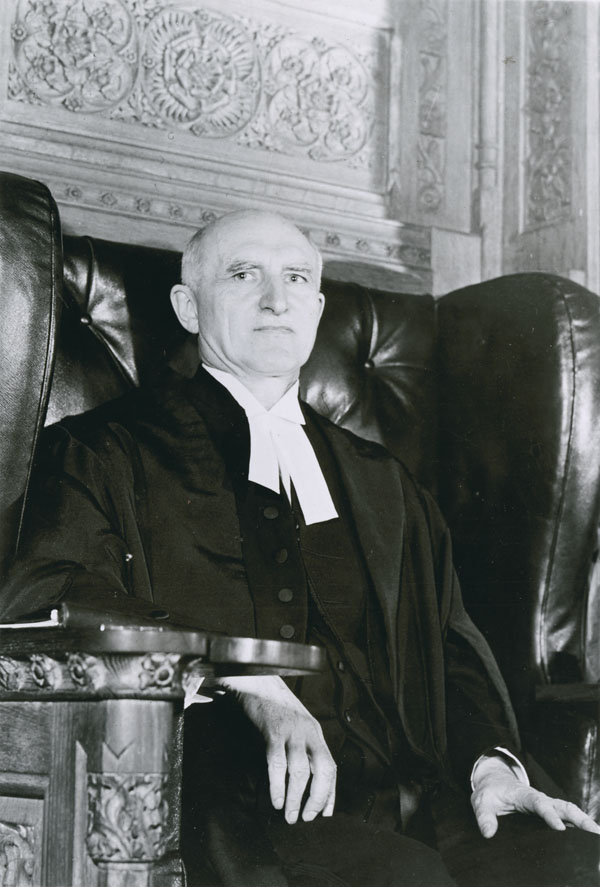
William Ross MacDonald als Unterhaussprecher

William Ross Macdonald PC OC QC (* 25. Dezember 1891 in Toronto; † 28. Mai 1976 ebenda) war ein kanadischer Jurist und Politiker der Liberalen Partei Kanadas, der insgesamt mehr als 32 Jahre Abgeordneter des Unterhauses und Mitglied des Senats, Sprecher des Unterhauses, mehrfach Minister sowie zuletzt Vizegouverneur von Ontario war.

## Leben

### Barrister, Unterhausabgeordneter und Parlamentspräsident
Nach dem Schulbesuch absolvierte Macdonald ein Studium der Rechtswissenschaften, das er mit einem Doktor der Rechte (LL.D.) abschloss. Danach nahm er eine Tätigkeit als Barrister auf. In der Zeit des Ersten Weltkrieges leistete er zwischen 1914 und 1918 seinen Wehrdienst in der Canadian Expeditionary Force, und zwar zunächst im 2. Fahrradkorps (2nd Cycle Corps) und zuletzt im 4. Bataillon, in dem er zuletzt zum Leutnant befördert wurde.
Bei der Unterhauswahl am 14. September 1926 sowie am 28. Juli 1930 kandidierte er jeweils für die Liberale Partei im Wahlkreis Brantford City, erlitt aber jeweils Wahlniederlagen und verpasste den Einzug ins Unterhaus. Bei der Unterhauswahl vom 14. Oktober 1935 wurde er schließlich erstmals zum Abgeordneten in das Unterhaus gewählt und vertrat in diesem bis zum 12. Juni 1953 den Wahlkreis Brantford City. Zwischen dem 22. Januar 1942 und dem 27. Januar 1943 bekleidete er das Amt des Vorsitzenden des Unterhaussonderausschusses für den Kantinenfonds.
In dieser Zeit war Macdonald außerdem zwischen September und Dezember 1949 sowie von Januar 1951 bis Mai 1953 Co-Vorsitzender des Ständigen Gemeinsamen Ausschusses des Parlaments von Kanada für die Parlamentsbücherei sowie zugleich von September 1949 bis Juni 1950 und erneut zwischen Januar 1951 und Mai 1953 Co-Vorsitzender des Ständigen Gemeinsamen Parlamentsausschusses für das Parlamentsrestaurant. Zwischen dem 27. September 1945 und dem 30. April 1949 fungierte er als Vize-Sprecher des Unterhauses sowie zeitgleich als Vorsitzender der Ausschüsse des ganzen Unterhauses (Chair of Committees of the Whole of the House of Commons), ehe er zuletzt vom 15. September 1949 bis zum 11. Juni 1953 als Nachfolger von Gaspard Fauteux Sprecher des Unterhauses (Speaker of the House of Commons) und damit Parlamentspräsident war. Ihm folgte anschließend Louis-René Beaudoin im Amt des Unterhaussprechers.

### Senator, Minister und Vizegouverneur
Am 12. Juni 1953 wurde Macdonald auf Vorschlag von Premierminister Louis Saint-Laurent Mitglied des Senats und vertrat in diesem den Senatsbezirk Brantford. Nachdem durch das British North America Act 1965 das Höchstalter amtierender Senatoren auf 75 Jahre festgelegt wurde, trat er am 22. Dezember 1967 drei Tage vor Vollendung seines 75. Lebensjahres zurück.
Am 14. Juni 1953 berief ihn Premierminister Saint-Laurent als Minister ohne Geschäftsbereich in die 17. Regierung Kanadas, in der er anschließend zwischen dem 12. Januar 1954 und dem 20. Juni 1957 das Amt des Solicitor General bekleidete. Zugleich war er zwischen 1953 und Juni 1957 auch erstmals als Vorsitzender der Fraktion der Liberalen auch Führer der Regierungsmehrheit im Senat (Leader of the Government in the Senate). In der Folgezeit war er vom 10. Januar bis zum 14. August 1956 sowie erneut vom 26. November 1956 bis zum 12. April 1957 Vorsitzender des Ständigen Senatsausschusses für Binnenwirtschaft und Kontingent-Konten.
Nach der Wahlniederlage der Liberalen Partei bei der Unterhauswahl und dem Ende der Regierung Saint-Laurent übernahm Macdonald am 1. Januar 1957 als Fraktionsvorsitzender der Liberalen das Amt des Führers der Opposition (Leader of the Opposition in the Senate).
Premierminister Lester Pearson ernannte ihn am 22. April 1963 auch zum Minister ohne Geschäftsbereich im 19. kanadischen Kabinett, ehe er von diesem Amt am 22. Februar 1964 zurücktrat, um jüngeren Ministern Platz zu machen. Während dieser Zeit war er zudem abermals Führer der Regierungsmehrheit und Fraktionsvorsitzender der Liberalen im Senat.
Im Anschluss wurde er 1964 als Nachfolger von William Daum Euler Kanzler der Waterloo Lutheran University und übte diese Funktion bis zu seiner Ablösung durch Paul Joseph James Martin 1972 aus.
Am 4. Juli 1968 wurde Macdonald schließlich Nachfolger von William Earl Rowe als Vizegouverneur von Ontario und bekleidete dieses Amt bis zu seiner Ablösung durch Pauline Mills McGibbon am 9. April 1974.
Für seine langjährigen politischen Verdienste wurde er am 28. Dezember 1974 zum Officer des Order of Canada ernannt.